# Vòng loại Giải vô địch bóng đá thế giới 1982 – Khu vực châu Phi
Dưới đây là các mốc thời gian và kết quả thi đấu của vòng loại Giải vô địch bóng đá thế giới 1982 – Khu vực châu Phi (CAF). Để có cái nhìn tổng quan hơn, xem bài viết chính: Vòng loại Giải vô địch bóng đá thế giới 1982.
Tổng cộng có 29 đội tuyển châu Phi đăng ký tham dự. Tuy nhiên, Cộng hòa Trung Phi bị FIFA loại do không nộp lệ phí tham dự. Khu vực châu Phi được phân bổ 2 suất (trong tổng số 24) tham dự vòng chung kết. Cuối cùng, có 26 đội đã thi đấu ít nhất một trong 46 trận thuộc vòng loại.

## Thể thức
Thể thức thi đấu gồm 4 vòng:
- Vòng 1: 4 đội – Sudan, Liberia, Togo và Zimbabwe – được đặc cách vào thẳng Vòng 2. 24 đội còn lại được bốc thăm thi đấu loại trực tiếp theo thể thức lượt đi – lượt về. Đội thắng sẽ giành quyền vào Vòng 2. Ghana và Uganda rút lui trước khi thi đấu.
- Vòng 2 và Vòng 3: Ở mỗi vòng, các đội tiếp tục thi đấu loại trực tiếp lượt đi – lượt về. Đội thắng sẽ vào vòng kế tiếp. Libya rút lui trước khi thi đấu Vòng 2.

- Vòng cuối: 4 đội còn lại được chia thành 2 cặp, thi đấu lượt đi – lượt về. Hai đội thắng sẽ giành suất chính thức tham dự FIFA World Cup 1982.

## Vòng 1
| Đội 1        | TTS         | Đội 2      | Lượt đi | Lượt về |
| ------------ | ----------- | ---------- | ------- | ------- |
| Sénégal      | 0–1         | Maroc      | 0–1     | 0–0     |
| Zaire        | 7–3         | Mozambique | 5–2     | 2–1     |
| Cameroon     | 4–1         | Malawi     | 3–0     | 1–1     |
| Guinée       | 4–2         | Lesotho    | 3–1     | 1–1     |
| Tunisia      | 2–2 (3–4 p) | Nigeria    | 2–0     | 0–2     |
| Libya        | 2–1         | Gambia     | 2–1     | 0–0     |
| Ethiopia     | 0–4         | Zambia     | 0–0     | 0–4     |
| Niger        | 1–1 (a)     | Somalia    | 0–0     | 1–1     |
| Sierra Leone | 3–5         | Algérie    | 2–2     | 1–3     |
| Kenya        | 3–6         | Tanzania   | 3–1     | 0–5     |
| Ai Cập       | w/o         | Ghana      | —       | —       |
| Madagascar   | w/o         | Uganda     | —       | —       |
| Liberia      | Bye         |            |         |         |
| Sudan        | Bye         |            |         |         |
| Togo         | Bye         |            |         |         |
| Zimbabwe     | Bye         |            |         |         |

| Sénégal | 0–1 | Maroc       |
| ------- | --- | ----------- |
|         |     | Timoumi 21' |

| Maroc | 0–0 | Sénégal |
| ----- | --- | ------- |
|       |     |         |

Maroc thắng với tổng tỉ số 1–0 và giành quyền vào Vòng 2.
| Zaire                                                          | 5–2 | Mozambique       |
| -------------------------------------------------------------- | --- | ---------------- |
| Kiyika 30' (ph.đ.), 82' (ph.đ.) · Muteba 67', 87' · Ilunga 85' |     | Guiamba 23', 50' |

| Mozambique             | 1–2 | Zaire                   |
| ---------------------- | --- | ----------------------- |
| Rui Marcos 55' (ph.đ.) |     | Muteba 15' · Mayélé 17' |

Zaire thắng với tổng tỉ số 7–3 và giành quyền vào Vòng 2.
| Cameroon                          | 3–0 | Malawi |
| --------------------------------- | --- | ------ |
| Milla 35' · Kundé 54' · Abega 59' |     |        |

| Malawi      | 1–1 | Cameroon    |
| ----------- | --- | ----------- |
| Dandize 71' |     | Onguéné 70' |

Cameroon thắng với tổng tỉ số 4–1 và giành quyền vào Vòng 2.
| Guinée                                    | 3–1 | Lesotho     |
| ----------------------------------------- | --- | ----------- |
| Koné 39' · Camara 52' (ph.đ.) · Touré 82' |     | Leboela 44' |

| Lesotho   | 1–1 | Guinée    |
| --------- | --- | --------- |
| Masia 65' |     | Touré 33' |

Guinea thắng với tổng tỉ số 4–2 và giành quyền vào Vòng 2.
| Tunisia                 | 2–0 | Nigeria |
| ----------------------- | --- | ------- |
| Liman 31' · Lahzami 52' |     |         |

| Nigeria                  | 2–0   | Tunisia |
| ------------------------ | ----- | ------- |
| Boateng 11' · Osigwe 74' |       |         |
| Loạt sút luân lưu        |       |         |
|                          | 4 – 3 |         |

Nigeria hòa 2–2 sau hai lượt trận và giành chiến thắng trên chấm luân lưu, qua đó tiến vào Vòng 2.
| Libya         | 2–1 | Gambia |
| ------------- | --- | ------ |
| Bani · Rashid |     | Sarr   |

| Gambia | 0–0 | Libya |
| ------ | --- | ----- |
|        |     |       |

Libya thắng với tổng tỉ số 2–1 và giành quyền vào Vòng 2.
| Ethiopia | 0–0 | Zambia |
| -------- | --- | ------ |
|          |     |        |

| Zambia                                    | 4–0 | Ethiopia |
| ----------------------------------------- | --- | -------- |
| Chola 4' · Chitalu 16', 89' · Kaimana 69' |     |          |

Zambia thắng với tổng tỉ số 4–0 và giành quyền vào Vòng 2.
| Niger | 0–0 | Somalia |
| ----- | --- | ------- |
|       |     |         |

| Somalia      | 1–1 | Niger         |
| ------------ | --- | ------------- |
| Mohammed 90' |     | Kanfideni 30' |

Niger hòa 1–1 sau hai lượt nhưng giành quyền đi tiếp nhờ luật bàn thắng sân khách.
| Sierra Leone         | 2–2 | Algérie                      |
| -------------------- | --- | ---------------------------- |
| Noah 58' · Dyfan 60' |     | Bensaoula 72' · Belloumi 85' |

| Algérie                                  | 3–1 | Sierra Leone |
| ---------------------------------------- | --- | ------------ |
| Fergani 42' · Bensaoula 47' · Madjer 78' |     | Johnson 79'  |

Algeria thắng với tổng tỉ số 5–3 và giành quyền vào Vòng 2.
| Kenya                              | 3–1 | Tanzania |
| ---------------------------------- | --- | -------- |
| Adero 30' · Owino 57', 80' (ph.đ.) |     | Ali      |

| Tanzania                                   | 5–0 | Kenya |
| ------------------------------------------ | --- | ----- |
| Tino 44', 70' · Rishard 70' · Ali 72', 80' |     |       |

Tanzania thắng với tổng tỉ số 6–3 và giành quyền vào Vòng 2.
| Ai Cập | w/o | Ghana   |
| ------ | --- | ------- |
|        |     | Rút lui |

Ai Cập được đặc cách vào Vòng 2 do Ghana rút lui.
| Madagascar | w/o | Uganda  |
| ---------- | --- | ------- |
|            |     | Rút lui |

Madagascar được đặc cách vào Vòng 2 do Uganda rút lui.

## Vòng 2
| Đội 1      | TTS         | Đội 2    | Lượt đi | Lượt về |
| ---------- | ----------- | -------- | ------- | ------- |
| Algérie    | 3–1         | Sudan    | 2–0     | 1–1     |
| Niger      | 2–2 (a)     | Togo     | 0–1     | 2–1     |
| Liberia    | 0–1         | Guinée   | 0–0     | 0–1     |
| Cameroon   | 2–1         | Zimbabwe | 2–0     | 0–1     |
| Maroc      | 2–2 (5–4 p) | Zambia   | 2–0     | 0–2     |
| Nigeria    | 3–1         | Tanzania | 1–1     | 2–0     |
| Madagascar | 3–4         | Zaire    | 1–1     | 2–3     |
| Ai Cập     | w/o         | Libya    | —       | —       |

| Algérie                    | 2–0 | Sudan |
| -------------------------- | --- | ----- |
| Bensaoula 9' · Fergani 45' |     |       |

| Sudan               | 1–1 | Algérie    |
| ------------------- | --- | ---------- |
| Abu Obeida Adam 82' |     | Gamouh 67' |

Algeria thắng với tổng tỉ số 3–1 và giành quyền vào Vòng 3.
| Niger | 0–1 | Togo    |
| ----- | --- | ------- |
|       |     | Tao 53' |

| Togo      | 1–2 | Niger                 |
| --------- | --- | --------------------- |
| Dodji 79' |     | Adovi 57' · Atcha 82' |

Niger hòa 2–2 sau hai lượt trận và đi tiếp nhờ luật bàn thắng sân khách, qua đó vào Vòng 3.
| Liberia | 0–0 | Guinée |
| ------- | --- | ------ |
|         |     |        |

| Guinée       | 1–0 | Liberia |
| ------------ | --- | ------- |
| Bangoura 55' |     |         |

Guinea thắng với tổng tỉ số 1–0 và giành quyền vào Vòng 3.
| Cameroon                | 2–0 | Zimbabwe |
| ----------------------- | --- | -------- |
| Onguéné 80' · Mbida 85' |     |          |

| Zimbabwe        | 1–0 | Cameroon |
| --------------- | --- | -------- |
| Muchineripi 29' |     |          |

Cameroon thắng với tổng tỉ số 2–1 và giành quyền vào Vòng 3.
| Maroc                     | 2–0 | Zambia |
| ------------------------- | --- | ------ |
| Boussati 30' · Limane 34' |     |        |

| Zambia                  | 2–0   | Maroc |
| ----------------------- | ----- | ----- |
| Musonda 60' · Phiri 78' |       |       |
| Loạt sút luân lưu       |       |       |
|                         | 4 – 5 |       |

Maroc hòa 2–2 sau hai lượt trận và giành chiến thắng trên chấm luân lưu, giành vé vào Vòng 3.
| Nigeria   | 1–1 | Tanzania  |
| --------- | --- | --------- |
| Lawal 29' |     | Salim 85' |

| Tanzania | 0–2 | Nigeria                      |
| -------- | --- | ---------------------------- |
|          |     | Chiedozie 5' · M'Wokozhi 79' |

Nigeria thắng với tổng tỉ số 3–1 và giành quyền vào Vòng 3.
| Madagascar | 1–1 | Zaire         |
| ---------- | --- | ------------- |
| Kira 26'   |     | Malgbanga 74' |

| Zaire                                  | 3–2 | Madagascar                           |
| -------------------------------------- | --- | ------------------------------------ |
| Suzeti 1' · Mayélé 26' · Malgbanga 75' |     | Tshikalu 19' (l.n.) · Bin Amidou 39' |

Zaire thắng với tổng tỉ số 4–3 và giành quyền vào Vòng 3.
| Ai Cập | w/o | Libya   |
| ------ | --- | ------- |
|        |     | Rút lui |

Ai Cập được đặc cách vào Vòng 3 do Libya rút lui.

## Vòng 3
| Đội 1   | TTS | Đội 2    | Lượt đi | Lượt về |
| ------- | --- | -------- | ------- | ------- |
| Algérie | 4–1 | Niger    | 4–0     | 0–1     |
| Guinée  | 1–2 | Nigeria  | 1–1     | 0–1     |
| Maroc   | 1–0 | Ai Cập   | 1–0     | 0–0     |
| Zaire   | 2–6 | Cameroon | 1–0     | 1–6     |

| Algérie                                              | 4–0 | Niger |
| ---------------------------------------------------- | --- | ----- |
| Madjer 44' (ph.đ.) · Belloumi 46', 77' · Korichi 53' |     |       |

| Niger      | 1–0 | Algérie |
| ---------- | --- | ------- |
| Seydou 89' |     |         |

Algeria thắng với tổng tỉ số 4–1 và giành quyền vào Vòng cuối.
| Guinée            | 1–1 | Nigeria       |
| ----------------- | --- | ------------- |
| Touré 66' (ph.đ.) |     | Chiedozie 21' |

| Nigeria   | 1–0 | Guinée |
| --------- | --- | ------ |
| Nwosu 90' |     |        |

Nigeria thắng với tổng tỉ số 2–1 và giành quyền vào Vòng cuối.
| Maroc     | 1–0 | Ai Cập |
| --------- | --- | ------ |
| Daidi 44' |     |        |

| Ai Cập | 0–0 | Maroc |
| ------ | --- | ----- |
|        |     |       |

Maroc thắng với tổng tỉ số 1–0 và giành quyền vào Vòng cuối.
| Zaire      | 1–0 | Cameroon |
| ---------- | --- | -------- |
| N'Kama 23' |     |          |

| Cameroon                                                | 6–1 | Zaire       |
| ------------------------------------------------------- | --- | ----------- |
| Milla 3', 45', 90' · Mbida 13' · Kundé 52', 67' (ph.đ.) |     | Mukendi 53' |

Cameroon thắng với tổng tỉ số 6–2 và giành quyền vào Vòng cuối.

## Vòng cuối
| Đội 1   | TTS | Đội 2    | Lượt đi | Lượt về |
| ------- | --- | -------- | ------- | ------- |
| Nigeria | 1–4 | Algérie  | 0–2     | 1–2     |
| Maroc   | 1–4 | Cameroon | 0–2     | 1–2     |

| Nigeria | 0–2 | Algérie                   |
| ------- | --- | ------------------------- |
|         |     | Belloumi 34' · Zidane 44' |

| Algérie                  | 2–1 | Nigeria     |
| ------------------------ | --- | ----------- |
| Belloumi 9' · Madjer 85' |     | Owolabi 40' |

Algeria thắng với tổng tỉ số 4–1 và chính thức giành quyền tham dự 1982 FIFA World Cup.
| Maroc | 0–2 | Cameroon                       |
| ----- | --- | ------------------------------ |
|       |     | Milla 15' (ph.đ.) · Tokoto 40' |

| Cameroon                       | 2–1 | Maroc               |
| ------------------------------ | --- | ------------------- |
| Aoudou 15' (ph.đ.) · Milla 47' |     | Yaghcha 25' (ph.đ.) |

Cameroon thắng với tổng tỉ số 4–1 và chính thức giành quyền tham dự 1982 FIFA World Cup.

## Đội tuyển vượt qua vòng loại
| Đội tuyển | Tư cách vượt qua vòng loại | Ngày vượt qua vòng loại | Số lần tham dự FIFA World Cup trước đây |
| --------- | -------------------------- | ----------------------- | --------------------------------------- |
| Algérie   | Chiến thắng Vòng cuối      | 31 tháng 10 năm 1981    | 0 (lần đầu)                             |
| Cameroon  | Chiến thắng Vòng cuối      | 29 tháng 11 năm 1981    | 0 (lần đầu)                             |

## Cầu thủ ghi bàn
6 bàn thắng
- Roger Milla

5 bàn thắng
- Lakhdar Belloumi

3 bàn thắng
- Tedj Bensaoula
- Rabah Madjer
- Emmanuel Kundé
- Thuwein Ali
- Muteba N'Daye

2 bàn thắng
- Ali Fergani
- Grégoire Mbida
- Jean Manga Onguéné
- Amara Touré
- Sammy Owino
- Gil Guiambe
- John Chiedozie
- Peter Tino
- Imowa Malgbanga
- Ayel Mayélé
- Kiyika Tokodi
- Godfrey Chitalu

1 bàn thắng
- Rabah Gamouh
- Nourredine Kourichi
- Djamel Zidane
- Théophile Abega
- Ibrahim Aoudou
- Jean-Pierre Tokoto
- Assan Sarr
- Seydouba Bangoura
- Naby Laye Camara
- Mory Koné
- Ibrahima Sory Touré
- Elly Adero
- Sele Leboela
- Teboho Masia
- Abubaker Bani
- Rashid Mohammed Rashid
- Abdou Bin Amidou
- Michel Kira
- Stock Dandize
- Mohamed Boussati
- Abdelaziz Daidi
- Ahmed Limane
- Mohamed Timoumi
- Mustapha Yaghcha
- Francisco Rui Marcos
- Bernard Akue Adovi
- Atcha
- Moussa Kanfideni
- Abou Seydou
- Leotis Boateng
- Mudashiru Lawal
- Christian M'Wokozhi
- Henry Nwosu
- Emmanuel Osigwe
- Felix Owolabi
- Ismael Dyfan
- Sentu Johnson
- Akie Noah
- Ismail Mohammed Sharif
- Abu Obeida Adam
- Mohammed Adolf Rishard
- Mohammed Salim
- Djogou Akoulassi
- Saibi Eklou Dodji
- Témime Lahzami
- Néjib Liman
- Masengo Ilunga
- Tshilumba Mukendi
- Monduone N'Kama
- M'Peti Suzeti
- Alex Chola
- Pele Kaimana
- Emmanuel Musonda
- Bizwell Phiri
- David Muchineripi

1 bàn phản lứoi nhà
- Kuliwa Tshikalu (trong trận gặp Madagascar)